# Sa'ad bin Atef al-Awlaki
Sa'ad bin Atef al-Awlaki (árabe: سعد بن عاطف العولقي) também conhecido pelo pseudônimo Abu Al-Laith, é um militante iemenita e atual emir da Al-Qaeda na Península Arábica, sucedendo Khalid Batarfi.

## Vida
Al-Awlaki nasceu em Al-Shu'bah em Wadi Yasbam no distrito de Al-Saeed na província de Shabwa da tribo al-Awlaki em 1978, 1981 ou 1983.
Antes de sua liderança da Al-Qaeda na Península Arábica, ele era membro do conselho shura da AQPA.
Após a morte de Khalid Batarfi, al-Awlaki foi nomeado o novo líder da Al-Qaeda na Península Arábica através do grupo de mídia da AQPA, Al-Malahem Media, em 11 de março de 2024, o que envolveu uma leitura de declaração por Abu Khubaib al-Sudani. Antes de al-Awlaki liderar oficialmente o grupo, ao longo de 2019 até a morte de Batarfi, ele e al-Awlaki lideraram setores conflitantes da AQPA. De acordo com as Nações Unidas, este conflito foi devido à antipatia de Batarfi pelas tribos do sul do Iêmen e ao apoio de al-Awlaki a elas.
O programa dos Estados Unidos, Rewards for Justice, colocou uma recompensa de US$ 6 milhões em al-Awlaki.